# Bulhary (district de Břeclav)
Pour les articles homonymes, voir Bulhary.
Bulhary (en allemand : Pulgram) est une commune du district de Břeclav, dans la région de Moravie-du-Sud, en République tchèque. Sa population s'élevait à 747 habitants en 2020.

## Géographie
Bulhary est arrosée par la rivière Dyje et se trouve à 14 km au nord-ouest de Břeclav, à 42 km au sud-sud-est de Brno et à 218 km au sud-est de Prague.
La commune est limitée par Milovice, Přítluky et Zaječí au nord, par Lednice à l'est, par Sedlec au sud, et par Mikulov à l'ouest.

## Histoire
La première mention écrite de la localité date de 1244.